# Písečné (Jindřichův Hradec-i járás)
Písečné település Csehországban, a Jindřichův Hradec-i járásban. Písečné Dešná, Cizkrajov, Županovice, Slavonice, Staré Hobzí és Raabs an der Thaya településekkel határos. Lakosainak száma 481 fő (2024. január 1.).

## Népesség
A település lakosságának változását az alábbi diagram mutatja:
| Lakosok száma | 1865 | 1887 | 1830 | 1134 | 682  | 558  | 516  | 506  | 481  | 481  |
|               | 1869 | 1890 | 1921 | 1950 | 1980 | 2001 | 2017 | 2019 | 2022 | 2024 |